# Капу-Дялулуй (Алба)
Капу-Дялулуй (рум. Capu Dealului) — село у повіті Алба в Румунії. Входить до складу комуни Ченаде.
Село розташоване на відстані 244 км на північний захід від Бухареста, 34 км на схід від Алба-Юлії, 83 км на південний схід від Клуж-Напоки, 131 км на захід від Брашова.

## Населення
За даними перепису населення 2002 року у селі проживали 3 особи.